# Gerhard Haidacher
Gerhard Haidacher, född den 29 april 1963 i Innsbruck, Österrike, är en österrikisk bobåkare.
Han tog OS-guld i herrarnas fyrmanna i samband med de olympiska bobtävlingarna 1992 i Albertville.